# Lonicera conjugialis
Lonicera conjugialis är en kaprifolväxtart som beskrevs av Albert Kellogg. Lonicera conjugialis ingår i släktet tryar, och familjen kaprifolväxter. Inga underarter finns listade i Catalogue of Life.